# Zdzisław Garbusiński
Zdzisław Garbusiński (ur. 10 października 1888 roku w Dworach – stracony w 1940 roku) – dr praw, Prezes Sądu Okręgowego w Nowym Sączu, działacz społeczny, aresztowany we wrześniu 1939 roku w  Hołyni.
Syn Leona i Marii z Muszyńskich. Jego nazwisko znalazło się na tzw. Ukraińskiej Liście Katyńskiej, na liście dyspozycyjnej 57/3-6.